# 解放路街道 (安阳市)
解放路街道，是中华人民共和国河南省安陽市北关区下辖的一个乡镇级行政单位。

## 行政区划
解放路街道下辖以下地区：
金水社区、和平路社区、解放路社区和彰德路社区。